# Oak Grove (Kentucky)
Oak Grove – miasto w Stanach Zjednoczonych, w stanie Kentucky, w hrabstwie Christian.